# Vladimir Nevzorov
Vladimir Michailovitsj Nevzorov (Russisch: Владимир Михайлович Невзоров) (Majkop, 5 oktober 1952) is een voormalig judoka uit de Sovjet-Unie. Nevzorov werd in 1975 Europees en wereldkampioen. Een jaar later won Nevzorov olympisch goud in Montreal. Door een herverdeling van de gewichtsklasse kwam hij na de Olympische Zomerspelen 1976 uit in een lichtere gewichtsklasse zonder hij hoefde af te vallen. In 1977 won Nevzorov zijn tweede Europese titel.

## Resultaten
- Europese kampioenschappen judo 1975 in Lyon  in het halfmiddengewicht
- Wereldkampioenschappen judo 1975 in Wenen  in het halfmiddengewicht
- Olympische Zomerspelen 1976 in Montreal  in het halfmiddengewicht
- Europese kampioenschappen judo 1977 in Ludwigshafen am Rhein  in het lichtgewicht

1972: Toyokazu Nomura ·
1976: Vladimir Nevzorov ·
1980: Sjota Chabareli ·
1984: Frank Wieneke ·
1988: Waldemar Legień ·
1992: Hidehiko Yoshida ·
1996: Djamel Bouras ·
2000: Makoto Takimoto ·
2004: Ilias Iliadis ·
2008: Ole Bischof · 
2012: Kim Jae-bum · 
2016: Chasan Chalmoerzajev · 
2020: Takanori Nagase · 
2024: Takanori Nagase